# Koreanska folkarmén
Koreanska folkarmén, KFA, är Nordkoreas försvarsmakt och KFA består av fyra grenar: markstyrkorna, flottan, flygvapnet och säkerhetsstyrkorna. KFA:s struktur liknar Folkets befrielsearmé i Kina och styrs av två kommissioner som har stor politisk betydelse i Nordkorea: Nationella försvarskommissionen och Koreas arbetarpartis centrala militärkommission.